# Sečovlje
Sečovlje (italien : Sicciole) est un village de la municipalité de Piran sur la riviera slovène.

## Situation
C'est le point le plus méridional du littoral slovène.

## Les salines de Sečovlje
La modernisation des salines a eu lieu au XIVe siècle, et la production de sel a augmenté de façon spectaculaire à l'époque de l'Autriche-Hongrie, lorsque les mines se sont étendues sur une superficie de 508 hectares et étaient, du 24 avril (Saint-Georges) au 24 août (Saint-Barthélemy), la source de revenus d'environ 500 familles.

## Galerie

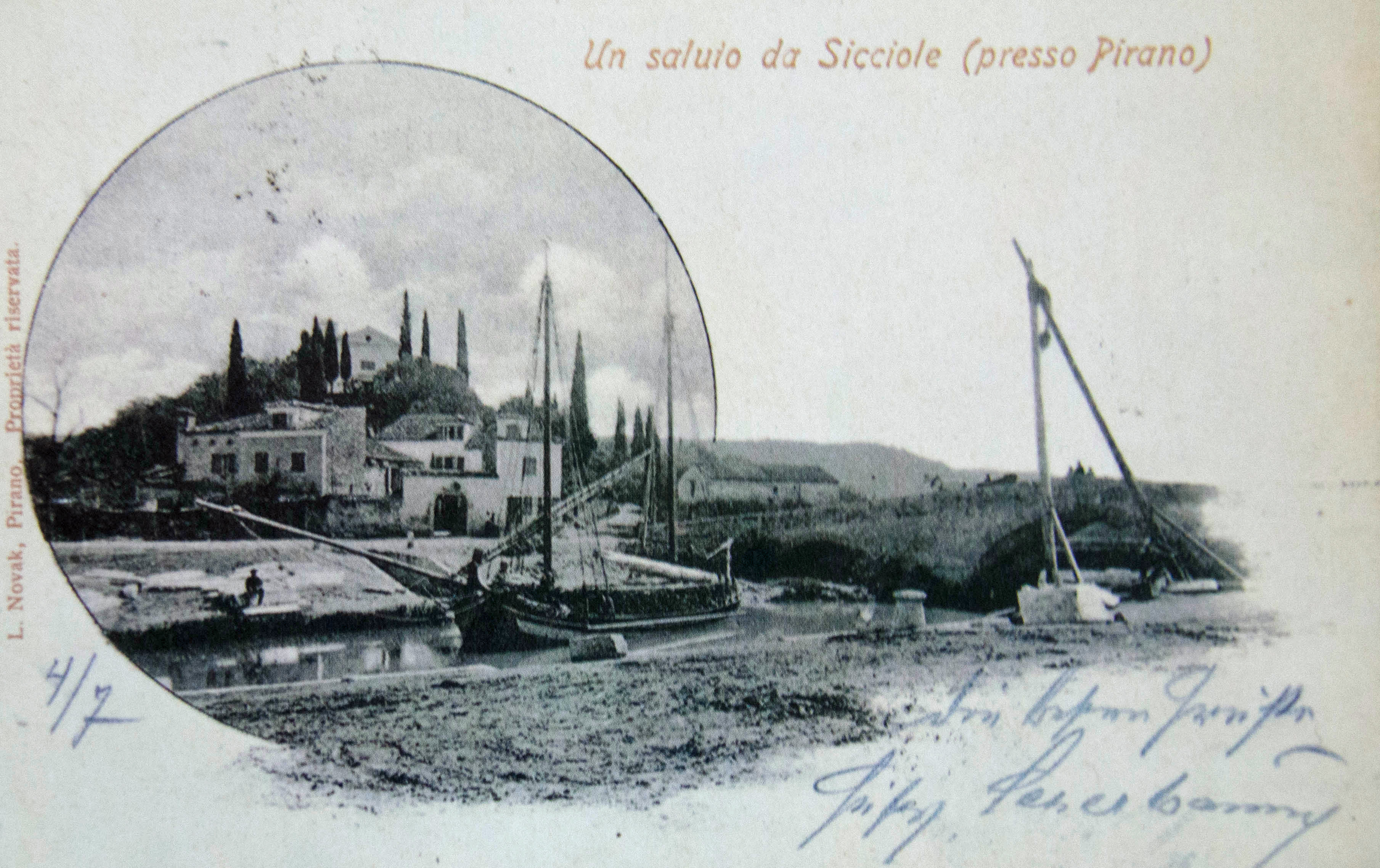
En 1903
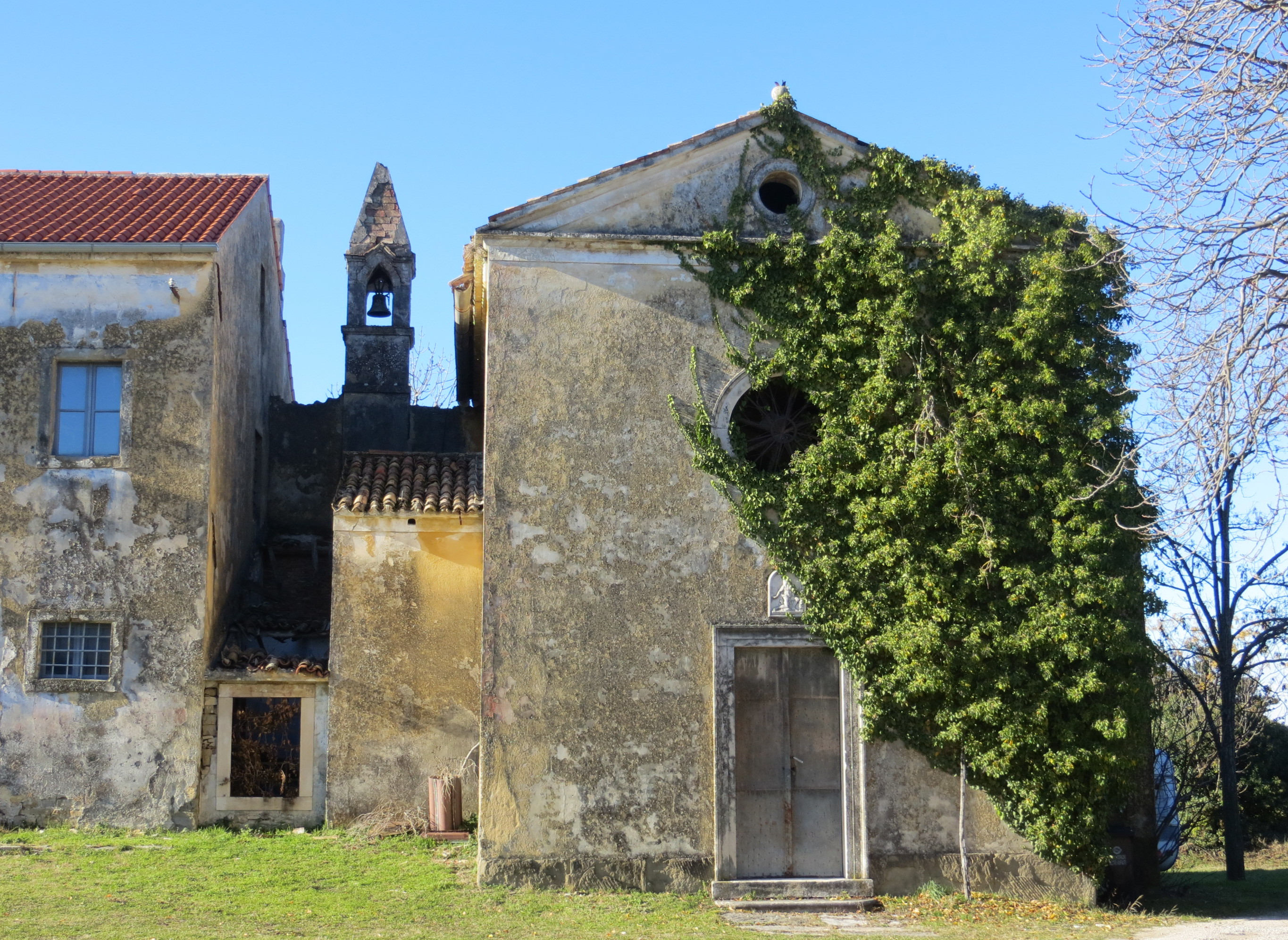
Église